# Amici Pallacanestro Udinese
El Amici Pallacanestro Udinese, conocido por motivos de patrocinio como Apu Old Wild West Udine, es un equipo de baloncesto italiano con sede en la ciudad de Udine, Friuli-Venecia Julia. Compite en la Serie A2 Este, la segunda división del baloncesto en Italia. Disputa sus partidos en el PalaCarnera, con capacidad para 3.509 espectadores.

## Historia
La Associazione Sportiva Dilettantistica Nuovo Basket Udine se constituyó en 2001 por la iniciativa de veteranos exdeportistas que buscaron una manera de mantenerse activos en el mundo del deporte. Se formó un gropo de baloncestistas retirados que habían pasado por la élite, y llegaron a la conclusión de que esa combinación de experiencia y capacidades técnicas podrían servir para poner en marcha un proyecto mayor. Ese fue el germen del que, en junio de 2011 nació el Amici Pallacanestro Udinese, recogiendo el testigo en la ciudad del Pallalcesto Amatori Udine, desaparecido ese mismo año. El equipo partió de la Divisione Nazionale B en la temporada 2011-12.
Pero en su primera temporada ocuparon el puesto 15, descendiendo a la Divisione C, donde solo permaneció una temporada, logrando de nuevo el ascenso a la serie B, la tercera categoría del baloncesto italiano. Tres años más tarde lograrían en ascenso a la Serie A 2.

## Posiciones en Liga
| Temporada | Nivel | Liga     | Pos. | J     | PL  | Resultado               |
| --------- | ----- | -------- | ---- | ----- | --- | ----------------------- |
| 2012-13   | 5     | DNC      | 2    |       |     | Ascenso                 |
| 2013-14   | 4     | DNB      | 5    | 18-12 | 3-3 | SemifinalesGrupo B      |
| 2014-15   | 3     | Serie B  | 2    | 21-7  | 1-2 | Cuartos de finalGrupo B |
| 2015-16   | 3     | Serie B  | 1    | 26-4  | 9-2 | Ascenso                 |
| 2016-17   | 2     | Serie A2 | 9    | 16-14 |     |                         |
| 2011-18   | 2     | Serie A2 | 4    | 18-12 | 4-4 | Cuartos de final        |

fuente:eurobasket.com